# エンジニアリングサービス
エンジニアリングサービス（engineering service, Engineering service providerとも呼ばれる）は、研究開発における開発サービスの提供を主な売上とする産業・企業である。
最近のエンジニアリングサービスは、自動車産業、航空産業、航空宇宙産業、医療技術、鉄道産業、情報技術、防衛産業など、業界を超えてサービスやソリューションを提供している。その他の産業としては、石油化学、海運、医薬品開発などがある。
自社製品の生産・販売は、開発サービスプロバイダーではあまり前面に出てこないが、大規模なエンジニアリングサービスでは、単体製品やいわゆるターンキーソリューションを提供している。

したがって、エンジニアリングサービスは一般的にバリューチェーンの初期に位置しており、現在ではその不可欠な部分となっている。
VDIの規格4510（発行日：2006年）「エンジニアリングサービスとエンジニアリングサービスプロバイダーに対する要求事項」は、競争力とイノベーションをサポートすることを目的としています。

## 背景、意味、使命、緊張の領域

### 背景
1980年代以降、企業の開発業務は、この分野を専門とする外部のオフィスに委託されることが多くなった。開発サービス会社は、自分たちを顧客企業の開発・技術パートナーと考えている。エンジニアリングオフィスは、開発サービスプロバイダーのサブフォームとして理解することができます。

### 意義
複雑化する技術や製品のバリエーション、技術トレンドにより、エンジニアリングサービスは現在、市場で成功し、イノベーションにかけがえのない貢献をしています。

EDLは、特に若手スタッフのテクノロジーに対する親和性の高さから人気のある雇用主とされており、独自のキャリアの機会を提供しています。

### 開発課題
エンジニアリングサービスは原則として、顧客企業の開発業務を受託しています。例えば、要求仕様に基づいて開発を行ったり、EDLがプロジェクトマネジメントやプロジェクトの一部として関与したり、アドバイザーとして顧客を支援したりすることもある。
 
対象となる製品やサービスは以下のようなものが考えられる。システム全体またはモジュール、ソフトウェア（全体または一部、例えばシステムテスト）、ITサービス、ハードウェア開発（コンセプト、設計、検証・妥当性確認）、プロジェクトマネジメントなど。(プロセス、品質管理など)。この時点で、開発サービス・プロバイダー、技術コンサルタント、サプライヤー企業の境界が曖昧になる。
。

### 緊張感のある領域
しばしばEDLは、いわゆるコア・コンピタンス、賃金などの労働条件

、労働協約などに関して、主要な顧客（OEM、ティアサプライヤーなど）と対立していることがある。

一方で、エンジニアリングサービスLとクライアントの間には密接な相互依存関係や望ましい近接性があるため、戦略的パートナーシップが生まれる環境でもあります。 

。